# اوکرووهلا (ناحیه تشسکا لیپا)
اوکرووهلا (به چکی: Okrouhlá) یک منطقهٔ مسکونی در جمهوری چک است که در ناحیه تشسکا لیپا واقع شده‌است.